# Quedius altaicus
Quedius altaicus (лат.) — вид коротконадкрылых жуков рода Quedius из подсемейства Staphylininae (Staphylinidae). Россия (Алтай), Казахстан. Встречается на высотах от 1200 до 2000 м.

## Описание
Мелкие жуки с укороченными надкрыльями и удлиненным телом, длина около 1 см (от 8 до 12 мм). 
От близких видов (Quedius meridiocarpathicus, Quedius subunicolor, Quedius balticus, Quedius molochinus) отличается полностью одноцветной буровато-чёрной окраской тела, крупными размерами и надкрыльями равными по длине пронотуму.  Парамеры эдеагуса (латерально) прямые и не достигают вершины медианной доли. Формула лапок 5-5-5. Голова округлая, более узкая, чем переднеспинка. Передняя часть тела (голова и пронотум) блестящая. 
Вид был впервые описан в 1962 году немецким колеоптерологом Horst Korge (1930—2014). Включён в номинативный подрод Quedius s. str. (по признаку цельного переднего края лабрума) в состав одной группы вместе с видами Q. subunicolor, Q. balticus, Q. molochinus и Q. meridiocarpathicus.